# L'Appel du Coucou
Ne doit pas être confondu avec L'Œuf du coucou.
L'Appel du Coucou (titre original : The Cuckoo's Calling) est un roman policier de Robert Galbraith (deuxième nom de plume de la romancière J. K. Rowling), publié en anglais en avril 2013. Les éditions Grasset ont publié le livre en français le 6 novembre 2013.
Ce roman est le premier de la série Les Enquêtes de Cormoran Strike,. Le deuxième tome, Le Ver à soie, est paru en 2014 et le troisième, La Carrière du mal, en 2015.
Lula Landry, jeune mannequin en pleine gloire, est retrouvée morte au pied de son domicile, décédée à la suite d'une chute du balcon de son appartement situé au troisième étage. L'enquête policière conclut à un suicide. Mais John Bristow, frère de la défunte, est persuadé qu'il s'agit d'un meurtre. Il engage alors le détective privé Cormoran Strike qui, aidé de sa jeune et toute nouvelle secrétaire Robin Ellacott, va reprendre l'enquête de zéro. La théorie du meurtre est renforcée quand on découvre dans la Tamise le cadavre de Rochelle Onifade, jeune femme droguée et amie de Lula Landry.

## Principaux personnages

### Victimes et enquêteurs
- Les défuntes
  - Lula Landry-Bristow : 23 ans, mannequin métisse, adoptée par les Bristow.
  - Rochelle Onifade : jeune femme droguée, à la rue, amie de Lula Landry.

- Les enquêteurs privés
  - Cormoran Strike : 35 ans, détective privé, handicapé (amputé à la jambe droite au niveau du genou), célibataire.
  - Robin Ellacott : 25 ans, secrétaire intérimaire de Cormoran Strike, fiancée à Matthew Cunliffe.

- Les policiers
  - Richard Anstis : inspecteur de Scotland Yard qui aide ponctuellement Strike.
  - Ray Carver (inspecteur) et Eric Wardle (sergent) : policiers de Scotland Yard ayant enquêté sur la mort de Lula.

### Suspects
- Famille de Lula Landry
  - John Bristow : avocat au sein du cabinet Landry-May, frère adoptif de Lula Landry.
  - Tony Landry : avocat associé avec Cyprian May ; frère d'Yvette Landry-Bristow ; oncle de John Bristow et de Lula Landry.
  - Lady Yvette Bristow : mère adoptive de Lula Landry et de John Bristow.
  - Sir Alec Bristow (cité seulement) : père adoptif de Lula Landry et de John Bristow ; mort plusieurs années auparavant.
  - Charlie Bristow (cité seulement) : frère de John ; mort 25 ans auparavant à l'âge de 10 ans.

- Entourage de Lula Landry
  - Ciara Porter : environ 25 ans ; top model et amie de Lula.
  - Evan Duffield : acteur, drogué, ex-petit ami de Lula lors de sa mort.
  - Kieran Kolovas-Jones : chauffeur personnel de Lula Landry.
  - Guy Somé (pseudonyme de Kevin Owusu) : grand couturier établi à Londres.
  - Deeby Macc : rappeur américain.
  - Bryony Radford : maquilleuse de Lula Landry.
  - Marlene Higson : mère biologique de Lula Landry.

- Personnages liés à l'immeuble dans lequel résidait Lula Landry
  - Derrick Wilson : gardien de l'immeuble.
  - Freddie Bestigui : riche producteur de films ; voisin habitant l'étage du dessous de celui de Lula Landry ; époux de Tansy (le couple est en cours de séparation).
  - Tansy Chillingham épouse Bestigui : épouse de Freddie Bestigui (le couple est en cours de séparation) ; sœur d'Ursula Chillingham épouse May.

### Autres personnages
- Entourage de Cormoran et de Robin
  - Charlotte Campbell : ex-petite amie de Cormoran Strike ; riche et au caractère contrasté.
  - Lucy : demi-sœur de Cormoran.
  - Jonny Rokeby (cité seulement) : père biologique de Cormoran ; célèbre chanteur de rock.
  - Leda Strike (citée seulement) : mère de Cormoran ; morte depuis plusieurs années.
  - Nick et Ilsa : amis de longue date de Cormoran. Nick est gastro-entérologue et Ilsa est avocate.

- Entourage de Robin
  - Matthew Cunliffe : comptable ; fiancé de Robin.

- Personnages secondaires
  - Alison Cresswell : petite amie de John Bristow ; secrétaire de Tony Landry et de Cyprian May.
  - Cyprian May : avocat associé avec Tony Landry ; époux d'Ursula May.
  - Ursula Chillingham épouse May : femme de Cyprian May ; sœur de Tansy Bestigui.
  - Joseph (« Joe ») Agyeman (cité seulement) : universitaire africain ; mort cinq ans auparavant.
  - Jonah Agyeman : fils de Joseph (« Joe ») Agyeman ; soldat britannique envoyé en Afghanistan.

## Résumé
Le roman est composé d'un court prologue, de cinq parties de tailles différentes ne portant aucun titre, et d'un épilogue.

### Prologue
Dans la nuit du 7 au 8 janvier, alors que l'air est glacial et qu'il a neigé, une jeune mannequin en pleine gloire est retrouvée morte au pied de son domicile londonien, décédée à la suite d'une chute du balcon de son appartement situé au troisième étage. La presse people couvre l’affaire, alors même que les indices sont faibles et les rares témoins peu fiables. Faute d'être plus amplement informée, l'enquête policière conclut à un suicide.

### Première partie
La première partie comporte 7 chapitres.
Le récit commence trois mois après les faits évoqués dans le prologue, c'est-à-dire courant avril
John Bristow, frère de la défunte dont on apprend qu'elle s'appelait Lula Landry, est persuadé que sa mort résulte d'un meurtre. S'appuyant sur des clichés extraits de caméras vidéo, il est persuadé qu'un homme que l'on voit vagabonder dans le quartier peu avant et peu après la mort de Lula est lié à cette mort. John avait un frère, Charlie Bristow, mort à l'âge de 10 ans dans un accident de vélo (l'enfant était tombé dans la fosse d'une carrière). Le meilleur ami de Charlie, à l'époque, était Cormoran Strike. Quand John Bristow a fait des recherches pour trouver un détective privé, il a découvert le nom de Strike et a considéré qu’il s'agissait d'un signe du destin : 25 ans ans après, en mémoire de Charlie, il décide de contacter en premier lieu Cormoran Strike.
Pour sa part, Strike vit un moment de grand stress. Cela fait plusieurs semaines qu'il a eu aucun client ni aucune enquête à traiter, et les factures en tout ordre s'accumulent (dettes de loyer, d'électricité, etc.). Il vit à crédit et ne sait plus comment joindre les deux bouts. Ce matin-là, à la suite d'une nouvelle dispute avec sa petite amie Charlotte Campbell, qui ne cesse de mentir et de le prendre pour un imbécile, il a pris la décision de rompre sa relation avec la jeune femme. Charlotte a très mal pris cette rupture et a giflé Cormoran avant de partir en claquant la porte. Désormais, non seulement son agence de détective privé périclite, mais au surplus il se retrouve sans domicile (jusque là il résidait chez Charlotte).
Quelques instants après le départ de Charlotte, Robin Ellacott se présente à l'agence. Envoyée chez Strike en qualité de secrétaire pour pallier le départ de la secrétaire qui était là depuis trois semaines, elle doit finir, le temps d'une semaine, le terme du contrat d'intérim. Elle manque d'être renversée et de dégringoler l'escalier en raison d'un geste brusque de Strike.
Alors qu'ils viennent à peine de faire connaissance, John Bristow arrive à l’agence avec Alison, sa petite amie. Bristow propose à Strike de l’engager pour reprendre à zéro l’enquête policière : il ne démord pas de l’hypothèse qu'il s'agit d'un meurtre et non d'un suicide. Tandis que Robin papote avec Alison, Strike s'entretient avec Bristow. Après un bref moment où Strike est sur le point de renoncer à l'affaire, il décide de faire l’enquête proposée, ne serait-ce que pour éponger ses dettes les plus urgentes. Les deux hommes ont un long entretien au cours duquel Bristow développe ses théories, remet des documents à Strike et répond aux questions du détective. Strike lui demande une avance d'honoraires qu'il estime disproportionnée, que Bristow paye sans sourciller.
À midi, Strike va déjeuner à l'extérieur et commence son enquête : quels policiers avaient fait l’enquête ? qui était le petit ami de Lula lors de son décès ? pourquoi la police a-t-elle écarté le témoignage d'une voisine qui parlait d'une violente dispute ? Lorsqu'il revient le soir, Strike découvre son local d'agence complètement nettoyé et propre, les dossiers rangés, les messages reçus au téléphone recensés sur des post-it en évidence sur le bureau. Strike est impressionné par le sérieux de Robin. Pour la première fois depuis longtemps, il déplie un lit de camp, fait une toilette sommaire et s'apprête à dormir à la dure dans son bureau. On apprend incidemment qu'il avait fait partie de la police militaire britannique et qu'il a été amputé de l'avant-jambe, depuis le genou jusqu'au pied, deux ans et demi auparavant : il a été victime d'une bombe artisanale lancée par un taliban en Afghanistan. Depuis, le moignon le fait terriblement souffrir.

### Deuxième partie
La deuxième partie comporte 11 chapitres.

### Troisième partie
La troisième partie comporte 10 chapitres.

### Quatrième partie
La quatrième partie comporte 14 chapitres.

### Cinquième partie
La cinquième partie comporte 2 chapitres.

### Épilogue
L'épilogue se déroule 10 jours plus tard.

## Autour du roman

### Adaptation
Une série télévisée adaptée des romans, C.B. Strike, est réalisée pour BBC One avec Tom Burke dans le rôle du détective Cormoran Strike et Holliday Grainger dans le rôle de Robin.
Les trois premiers épisodes, composant l'adaptation du roman L'Appel du Coucou, sont diffusés au Royaume-Uni les 27 août 2017, 28 août 2017 et 3 septembre 2017.

### Titre du roman
Avant même le début du prologue, l'autrice cite des vers de Christina G. Rossetti, tirés de son poème Chant funèbre. Les deux premiers vers évoquent l'oiseau coucou : « Pourquoi es-tu née quand tombait la neige ? Tu aurais dû venir à l'appel du coucou (…) ».
Dans le prologue, l'autrice évoque encore le coucou : « (…) il fut démontré que le témoin avait affabulé et ce fut son tour de disparaître en clinique, tandis que l’explication surgissait comme un coucou sortant de son nid à midi ».

### Charlotte Campbell
On apprendra dans le roman suivant, Le Ver à soie, que Charlotte Campbell, l'ancienne compagne de Cormoran, se mariera le 4 décembre 2010 avec Jago Ross, un ami de collège avec qui elle a officiellement renoué après sa rupture avec Cormoran. Ce dernier la soupçonne de l'avoir trompé avec Jago Ross pendant plusieurs mois alors qu'elle était en théorie sa compagne de vie.

### Date de déroulement du récit
Si la date de la mort de Lula est précisée (nuit du 7 au 8 janvier) et que la période de l'enquête est connue explicitement (avril), l'année n'est pas précisée.
On apprendra dans le roman suivant, Le Ver à soie, dont l'action se déroulera en novembre-décembre de la même année, que Charlotte Campbell doit se marier le 4 décembre 2010 et que Robin Ellacott envisage de se marier avec Matthew le 4 janvier 2011. 
L'action du roman L'Appel du Coucou se déroule donc entre janvier et avril 2010.